# Se non te
Se non te è un brano musicale della cantante italiana Laura Pausini, estratto come secondo singolo dalla raccolta 20 - The Greatest Hits.
Il brano viene tradotto in lingua spagnola con il titolo Sino a ti.

## Se non te

### Il brano
Se non te è il secondo singolo che anticipa l'uscita dell'album 20 - The Greatest Hits, trasmesso in radio dal 4 novembre 2013.
La musica è composta da Laura Pausini e Paolo Carta (compagno della cantante); il testo è scritto da Laura Pausini e Niccolò Agliardi; l'adattamento spagnolo è di Jorge Ballesteros.
La canzone in lingua italiana viene estratta come 2° singolo in Italia, Svizzera e Brasile, ma non nel resto di Europa.
La canzone viene tradotta in lingua spagnola con il titolo Sino a ti, inserita nell'album 20 – Grandes Éxitos, ma non viene estratta come secondo singolo in Spagna neanche in America Latina.
Se non te è una ballad dedicata alla figlia Paola che esalta la potenza e l'estensione vocale dell'artista ed è un inno all'amore di qualità, un amore profondo che arriva, che accompagna per una vita intera e che nonostante i tempi, può esistere ancora oggi, per sempre. Il testo evidenzia il concetto di scegliersi reciprocamente, e subito, a tutte le età e in ogni contesto e racconta di quell'amore che non ha paura.
Il brano viene presentato dal vivo per la prima volta il 17 novembre 2013 durante il programma televisivo Che tempo che fa in onda in prima serata su Rai 3.
A settembre 2014, in occasione della partecipazione dell'artista in qualità di coach internazionale al talent show televisivo La voz... México (format The Voice) esce in Spagna e in America Latina una nuova edizione di 20 - Grandes Exitos contenente tre nuovi duetti inediti, tra cui Sino a ti con la cantante messicana Thalía.

### Il video
Il videoclip (solo in lingua italiana) è stato diretto dal registra Gaetano Morbioli e parzialmente girato a Roma il 14 settembre 2013. Il video ripercorre la storia dei genitori dell'artista, cresciuti a Solarolo, un piccolo paese dell'Emilia-Romagna e diventati grandi insieme.
Nel video è presente come comparsa una fan dell'artista, Marika Lo Cicero, vincitrice del contest On the set with Laura organizzato dal fanclub Laura4U.
Il videoclip viene presentato in anteprima il 10 novembre 2013 al termine del programma televisivo Io canto di Canale 5 e reso disponibile il giorno successivo sul canale YouTube della Warner Music Italy. Viene realizzato anche il Making of the video di Se non te e reso disponibile sul sito internet del TGcom24 il 13 dicembre 2013.

### Tracce
Download digitale
1. Se non te
2. Sino a ti

### Pubblicazioni
Se non te viene inserita nella compilation di Radio Italia Love Forever del 2014.

## Classifiche
| Classifiche (2013)             | Posizione massima |
| ------------------------------ | ----------------- |
| Bulgaria                       | 40                |
| Italia                         | 8                 |
| Italia (airplay)               | 9                 |
| Italia (airplay italiane)      | 5                 |
| Italia (airplay TV - passaggi) | 7                 |

### Interpretazioni dal vivo
Il 18 maggio 2014 Laura Pausini esegue il brano Se non te in versione live in duetto con l'attrice italiana Paola Cortellesi al Teatro antico di Taormina (trasmesso in tv su Rai 1 il 20 maggio con il titolo Stasera Laura: ho creduto in un sogno), tappa del The Greatest Hits World Tour 2013-2015.

### Colonna sonora
Nel 2014 Se non te viene utilizzata come colonna sonora della telenovela brasiliana Em familia.

## Sino a ticon Thalía

### Il brano
Nel 2014 la canzone Sino a ti viene nuovamente registrata in duetto con la cantante messicana Thalía e pubblicata in una nuova edizione di 20 - Grandes Exitos per il mercato spagnolo e latino contenente tre nuovi duetti inediti.
La nuova edizione esce in occasione della partecipazione dell'artista in Messico al talent show televisivo La voz... México (format The Voice), la quarta edizione messicana trasmessa su Canal de las Estrellas per 15 puntate, in qualità di coach internazionale.
Il brano in lingua spagnola viene estratto come singolo ed è il 4º ed ultimo singolo estratto il 26 agosto 2014 in America Latina (non in Spagna).

### Il video
Il videoclip è stato diretto da Leandro Manuel Emede e Nicolò Cerioni e registrato ai Pier59 Studios di Manhattan
Il videoclip viene trasmesso in America Latina in anteprima il 3 settembre 2014 durante il programma televisivo pomeridiano Primer Impacto di Univision e reso disponibile lo stesso giorno sul canale YouTube della Warner Music Latina. Viene realizzato anche il Making of the video di Sino a ti duetto e reso disponibile sul canale YouTube della Warner Music Italia il 23 settembre 2014.
Nel 2015 il videoclip di Sino a ti in duetto con Thalía viene inserito nel DVD della versione 20 - Grandes Exitos - Spanish Deluxe pubblicata in Spagna.
Crediti
- Regia: Leandro Manuel Emede e Nicolò Cerioni per SugarKane Studio
- Produttore: Christopher Yoon
- Cameraman: Carlos Escobar
- Effetti digitali: Paolo Baccolo
- Illuminazione: Mike Keane
- Assistente di produzione: Johan Stella
- Assistente di Produzione: Andy Tavarez
- Videographer: Gregory Morgan
- Fotografo: Jorel O'Dell

### Tracce
CDS - 7509857350229 Promo Warner Music Latina
1. Sino a ti (con Thalía)

Download digitale
1. Sino a ti
2. Sino a ti (con Thalía)

### Nomination
Con Sino a ti Laura Pausini e Thalía ricevono a marzo 2015 una nomination ai Premios Juventud 2015 nella categoria Video preferito.

### Classifiche
Posizioni massime
| Classifica (2014)                        | Posizione massima |
| ---------------------------------------- | ----------------- |
| Brazilian Chart Performance              | 35                |
| Stati Uniti (Latin Pop Digital Songs)    | 18                |
| Stati Uniti (Mexico Espanol AirplaySong) | 34                |